# Carex anthoxanthea
Espèce
Classification phylogénétique
Carex anthoxanthea est une espèce de plantes du genre Carex et de la famille des Cyperaceae.